# Mana Resmi
Mana Resmi is een bestuurslaag in het regentschap Musi Rawas van de provincie Zuid-Sumatra, Indonesië. Mana Resmi telt 1162 inwoners (volkstelling 2010).